# Tektonische plaat

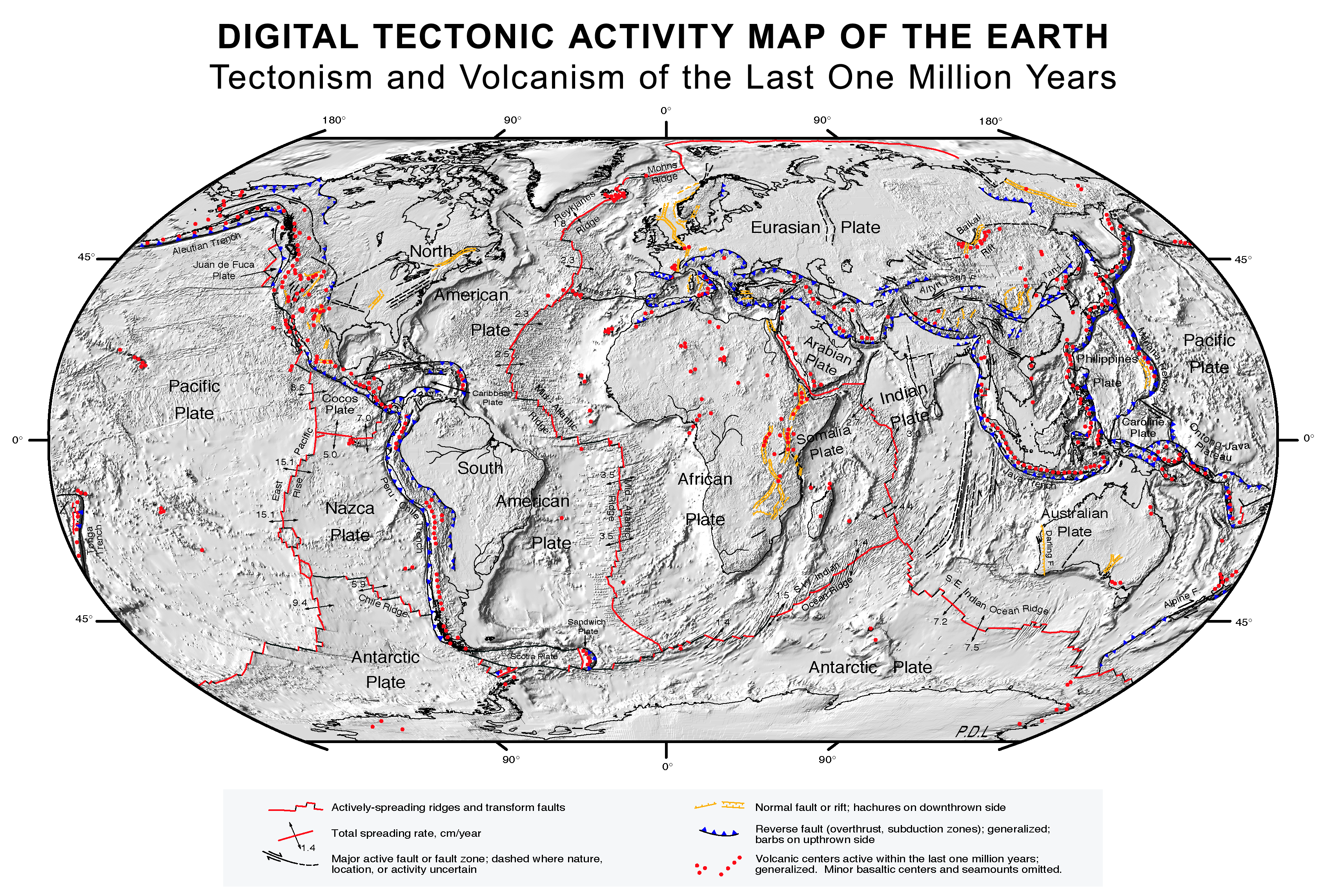
Wereldkaart met tektonische platen, breuklijnen en vulkanische activiteit

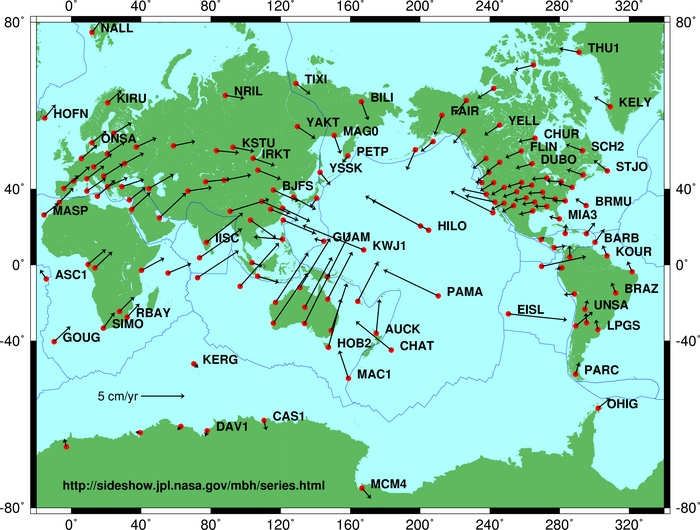
Beweging van tektonische platen gebaseerd op GPS-satellietgegevens van NASA JPL. De vectoren geven zowel de richting als relatieve snelheid van de tektonische platen

Een tektonische plaat of tektonische schol is een stuk van het oppervlak van de Aarde dat als één geheel beweegt. Er zijn op de Aarde zeven grote tektonische platen, en verschillende kleinere. Deze platen verschuiven in een zeer traag tempo, hooguit enkele centimeters per jaar. Het mechanisme hierachter staat bekend als platentektoniek. De lithosfeer - de brosse buitenste laag van de planeet - ligt op de veel zwakkere asthenosfeer, die langzaam op plastische manier kan vloeien. Convectiestromingen houden de asthenosfeer voortdurend in beweging. De tektonische platen waaruit de lithosfeer bestaat worden door die beweging aangeduwd.

## Opbouw
Tektonische platen houden niet per se op aan de rand van een continent of het continentaal plat. In sommige gevallen hoort de aangrenzende oceaanbodem tot dezelfde plaat. Sommige platen bestaan daarom uit zowel continentale als oceanische delen. Andere platen bestaan geheel uit een van beide typen lithosfeer. Er bestaat overigens ook "intermediaire" lithosfeer, die van samenstelling tussen de twee typen in zit.

## Begrenzingen
De overgang van twee platen kan een convergente, divergente of transforme plaatgrens zijn. Bij convergente plaatgrenzen bewegen twee platen naar elkaar toe - meestal beweegt één plaat onder de andere. Divergente plaatgrenzen zijn plekken waar twee platen uit elkaar bewegen, wat leidt tot extensie of oceanische spreiding. Transforme plaatgrenzen zijn grenzen waar de platen langs elkaar schuiven, een situatie die onder andere langs de San Andreasbreuk tussen de Juan de Fuca-plaat en de Noord-Amerikaanse plaat voorkomt.
De randen van continenten (continentale marges) kunnen actief zijn of passief. Een actieve marge is tegelijk een plaatgrens, een passieve marge is geen plaatgrens maar slechts een overgang van continentale naar oceanische lithosfeer in dezelfde plaat.

## Overzicht van tektonische platen
Hoewel plaatgrenzen vaak duidelijk verlopen, is dit niet overal het geval. De geologische structuren zijn op veel plekken ingewikkelder dan met een enkele lijn op een kaart kan worden weergegeven. Daarom bestaan er kleine verschillen in de modellen voor de verdeling van het aardoppervlak in platen. De meeste modellen definiëren zeven grote en ongeveer acht kleinere tektonische platen.

### Grote platen
- Afrikaanse Plaat
- Antarctische Plaat
- Australische Plaat
- Euraziatische Plaat
- Noord-Amerikaanse Plaat
- Pacifische Plaat
- Zuid-Amerikaanse Plaat

### Kleinere platen
- Arabische Plaat
- Caribische Plaat
- Cocosplaat
- Filipijnse Plaat
- Indische Plaat
- Juan de Fucaplaat
- Nazcaplaat
- Scotiaplaat

### Microplaten
Naast de grote en kleinere platen, bestaat er ook een (groot) aantal microplaten. Deze liggen meestal langs een plaatgrens tussen twee grotere platen, en zijn los gaan bewegen door de wrijving in zo'n gebied. In sommige gevallen is moeilijk te bepalen of men met een aparte plaat te maken heeft of een tektonische eenheid als een grote overschuiving (een dekblad). Vaak kan men deze microplaten herkennen aan de diepere structuren in de onderkorst, met behulp van seismologisch onderzoek en tomografie. Voorbeelden van microplaten zijn:
- Anatolische Plaat (Turkije)
- Apulische Plaat (Italië)
- Egeïsche Plaat
- Explorerplaat (Canada)
- Galapagosplaat (Ecuador)
- Iberische Plaat (Spanje en Portugal; het Iberisch Schiereiland)
- Riveraplaat (Mexico)
- Tongaplaat (Tonga)